# 薩摩川内市立育英小学校
薩摩川内市立育英小学校（さつませんだいしりついくえいしょうがっこう）は鹿児島県薩摩川内市中郷三丁目にある市立小学校。1870年に平田学館として設置された。

## 歴史
1870年（明治3年）に平田学館を設置し、1882年（明治5年）に第15校と改称。その後1885年（明治8年）には中郷小学に改称し、1888年（明治11年）には育英小学に改称した。1926年（大正15年）に育英尋常学校に高等科を併設し、育英尋常高等小学校となり、1941年（昭和16年）に国民学校令施行に伴い、育英国民学校と改めた。1947年（昭和22年）学校教育基本法施行に伴い下東郷村立育英小学校と改め、1957年（昭和32年）に下東郷村が川内市に編入されるに伴い川内市立育英小学校に改称。2004年（平成16年）には川内市が薩摩川内市となり、薩摩川内市立育英小学校に改称した。

## 通学区域
薩摩川内市原田町の一部、中郷一丁目から四丁目の全域及び中郷町の全域。

## 進学先
- 薩摩川内市立川内北中学校など